# بيلي دان
بيلي دان (بالإنجليزية: Billy Dunn)‏ (9 أكتوبر 1910 في المملكة المتحدة - 7 سبتمبر 1980 بغلاسكو في المملكة المتحدة) هو لاعب كرة قدم بريطاني (وحمل سابقاً جنسية المملكة المتحدة لبريطانيا العظمى وأيرلندا) في مركز الهجوم. لعب مع ريث روفرز وليدز يونايتد ونادي برينتفورد ونادي دمبرتون ونادي ساوثهامبتون ونادي سلتيك وBo'ness F.C. ‏.